# Erica White
Erica Rene White (Jacksonville, 26 agosto 1986) è un'ex cestista e allenatrice di pallacanestro statunitense, professionista nella WNBA.

## Carriera
È stata selezionata dalle Houston Comets al secondo giro del Draft WNBA 2008 (17ª scelta assoluta).